# Calle Alcalde Pedro Alarcón
La calle Alcalde Pedro Alarcón es una calle ubicada en las comunas de San Miguel y San Joaquín, en la ciudad de Santiago de Chile. 

## Historia
La calle anteriormente (Aproximadamente desde los años 1940's hacia atrás) recibía el nombre de San Miguel, y transcurría entre Llano Subercaseaux y la calle San Gregorio (Comuna de San Joaquín). Más tarde, durante los años 50s, un par de tramos (los comprendidos entre Llano Subercaseaux - Santa Rosa y Las Industrias - Corelli) fueron denominados como Estrella Polar, mientras que el tramo Santa Rosa - Las Industrias mantuvo su denominación original, todo esto mientras la calle fue extendida desde la calle San Gregorio hasta Corelli, tamaño que sigue teniendo hasta el día de hoy. Tiempo después, el segundo tramo adoptó el nombre de Estrella Polar, de este modo, la totalidad de la calle recibió este nombre.
El 18 de noviembre de 1965, el alcalde de San Miguel de ese entonces, Mario Palestro Rojas, presentó ante la cámara de diputados el proyecto que consistía en cambiar el nombre de la calle Estrella Polar al de Alcalde Pedro Alarcón, en honor del exalcalde de la comuna que gobernó entre 1941 y 1944. La ley entró en vigor el 27 de septiembre de 1966, y desde ese entonces recibe este nombre.

## Descripción General

### Toponimia
La calle recuerda a Pedro Alarcón Salazar, profesor de historia y geografía y político del partido radical de Chile nacido en la comuna de Cauquenes en 1870, y que fue alcalde de la comuna de San Miguel entre 1941 y 1944. Fue activo militante del Partido Radical y formó parte sucesivamente de las asambleas de Cauquenes, Ovalle, Santiago y San Miguel. Participó en las convenciones interprovinciales de San Bernardo y Valparaíso y en las Nacionales de Santiago, Viña del Mar y La Serena. Le cupo, entre otras misiones de confianza, ser Delegado de la Junta Central de aquel Partido para reorganizar la Asamblea de San Miguel.
La calle recibió esta denominación a partir del 27 de septiembre de 1966, anteriormente, la calle recibían los nombres de "Estrella Polar" y "San Miguel"

### Recorrido
Está pavimentada. Alcalde Pedro Alarcón empieza en la calle Llano Subercaseaux, al frente del Portal El Llano y entre el Parque El Llano (En el paradero Número 6 de la Gran Avenida José Miguel Carrera) La calle cuenta con dos pistas que van en dirección poniente y una pequeña ciclovía a un costado de la calle, que transcurre por todo el tramo comprendido entre el Parque y la Avenida Santa Rosa. Este sector de la calle Pedro Alarcón ha presentado un gran crecimiento inmobiliario, siendo lugar de varios edificios y condominios que se ubica en esta calle, además de ser el más transitado, debido a su cercanía con la Gran Avenida y Santa Rosa y los edificios colindantes, además de estar muy cerca de la Municipalidad de San Miguel y de la Iglesia de San Miguel Arcángel.
Después de cruzar la Avenida Santa Rosa, y ya en la comuna de San Joaquín (más específicamente en el sector conocido como La Legua), la calle sufre un cambio algo brusco: este tramo de la calle ya no tiene la ciclovía, pero sigue contando con los dos carriles en dirección al poniente (la calle no cambia de tamaño en todo su trayecto, a excepción del tramo que contiene la ciclovía) aquí se pueden encontrar en su mayoría viviendas y algunos locales pequeños y talleres.
Después de la intersección con la Avenida Las Industrias, la calle adquiere un carácter más "residencial", contando con algunos blocks de viviendas en el cruce con Las Industrias y algunas casas ubicadas cerca del final de Pedro Alarcón. Finaliza en una calle llamada "Corelli", muy cerca de la Avenida Vicuña Mackenna y del límite con Macul.

## Transporte
Actualmente, la calle Alcalde Pedro Alarcón no cuenta con ninguna estación de metro, sin embargo, se pueden encontrar algunas estaciones cerca de esta; en el caso del sector poniente se ubican cerca las estaciones San Miguel y El Llano de la Línea 2, mientras que el final de la calle está próxima a la estación Camino Agrícola de la Línea 5.
El 1 de junio de 2018, en la cuenta pública del segundo gobierno de Sebastián Piñera, fue anunciada la nueva Línea 9 del Metro de Santiago, la cual tendrá una estación en esta calle junto al cruce con Avenida Santa Rosa ; se espera que sea inaugurada en el año 2030.

## Hitos

### Intersecciones importantes
Se interseca con algunas vías importantes de la ciudad de Santiago:
- Llano Subercaseaux (En su inicio)
- Gran Avenida José Miguel Carrera (Dónde se encuentran la municipalidad de San Miguel y la Iglesia del mismo nombre)
- Avenida Santa Rosa (Límite con San Joaquín, dónde se está planificando una estación de la futura línea 9 del metro de Santiago)
- Avenida Las Industrias
- Corelli (Dónde termina la calle, muy cerca del límite con Macul)

### Lugares de Interés
- Portal El Llano
- Parque El Llano
- Municipalidad de San Miguel[11][12]
- Iglesia de San Miguel Arcángel[13]
- Plaza Salvador Allende
- Plaza Germán Riesco
- Universidad Técnica Federico Santa María, Sede San Joaquín (a pesar de que esta solo se encuentra próxima, pero no en la calle como tal)